# Max Lepagnot
Max Denis Lepagnot est un dirigeant sportif français, né le 27 septembre 1901 à Avion et mort le 27 septembre 1982 à Bois-Bernard.

## Biographie
Secrétaire du Racing Club de Lens de 1929 à 1935, Max Lepagnot a du gérer le passage du club au professionnalisme.
Il a été ensuite membre du comité directeur jusqu’en 1947, puis a assumé pendant près de trente ans les fonctions de président du district Artois.
Son nom a été donné à une tribune du stade Bollaert en 1984, lors de la création de celle-ci.